# Pandeli Cale
Pandeli Cale (28. března 1879 – 5. srpna 1923) byl albánský politik. Narodil se ve městě Korçë a studoval na francouzském lyceu v Alexandrii. Později byl jedním ze zakladatelů Tajného albánského výboru v Soluni (dalšími byli Themistokli Gërmenji a Midhat Frashëri). V roce 1912 byl jako člen jedné z guerrill v albánských povstáních a v listopadu toho roku podepsal deklaraci nezávislosti. Později byl ministrem zemědělství. Během první světové války sloužil ve Švýcarsku, na Ukrajině, v Bulharsku a Francii. Do Albánie se vrátil v roce 1919. Zemřel v nemocnici v Soluni ve věku 44 let.